# Kourounzoulaï
Kourounzoulaï (en russe : Курунзула́й) est un village russe du raïon de Borzia du kraï de Transbaïkalie, en Sibérie. Il fait partie de l'établissement rural de Kourounzoulaï, et sa population s'élevait à 196 habitants au recensement de 2021.

## Géographie
Le village de Kourounzoulaï se situe dans le kraï de Transbaïkalie, un kraï situé en Transbaïkalie, région de Sibérie orientale, en Russie. Il fait partie du district fédéral extrême-oriental. Le village se trouve dans le nord-est du raïon de Borzia, un raïon du sud-est kraï, avec la ville Borzia comme centre administratif. Il fait partie de l'établissement rural de Kourounzoulaï, une municipalité rurale (établissement rural) dont il est le chef-lieu,.
Le fuseau horaire du village est MSK+6 (heure de Iakoutsk). Le décalage horaire appliqué par rapport au temps universel coordonné est +09:00.

## Histoire
Les premières mentions de Kourounzoulaï remontent aux années 1715-1716, faisant du lieu l'un des plus anciens villages de Transbaïkalie. Officiellement, le village a été fondé en 1739, fondation liée à la création de la fonderie de cuivre de Kourounzoulaï, qui fondait le cuivre des mines de Kourounzoulaï, et d'Alekouï. La fonderie, seule de l'oblast de Nertchinsk à l'époque, fut fermée en 1743 en raison de l'épuisement des réserves de minerai à proximité. À l'origine peuplée de paysans miniers soumis au servage, les paysans devinrent en 1751 après la création de l'armée cosaque de Transbaïkalie des Cosaques.
Sous l'Union soviétique, trois communes de travailleurs furent établies dans le village, fusionnant par la suite en une seule ferme collective, nommée Iskra. Dans les années 1960, un orphelinat, un internat et un lycée furent construits pour le village et ceux environnants, et en 1992, une école moderne fut érigée. En 2007, le lycée fut fermé, mais l'école est toujours ouverte.

## Démographie
La population de Kourounzoulaï est en déclin ces dernières années. Recensements (*) et estimations de la population,,:
| 2002 * | 2010* | 2021* | - |
| ------ | ----- | ----- | - |
| 494    | 341   | 196   | - |

## Culture locale et patrimoine
La localité possède l'église de la Transfiguration, construite en 1895 dans la partie nord du village. Construite en rondins de bois, le bâtiment est de trois niveaux avec un clocher surmonté d'une coupole. Elle est classée comme monument d'urbanisme et d'architecture identifié (en attente de classement). L'église, qui avait été laissée ouverte après la guerre civile russe, avait finalement fermé dans les années 1930, sous l'ordre des autorités soviétiques, et elle est depuis abandonnée.
Dans le village se trouve une fosse commune de 74 partisans morts lors de la guerre civile russe ayant combattu en Transbaïkalie pour les Armées rouges, ainsi qu'un buste du commandant du détachement partisan Makar Iakimov.